# Шераути
Шерау́ти (рос. Шерауты, чув. Шурут) — село у складі Комсомольського району Чувашії, Росія. Адміністративний центр Шераутського сільського поселення.
Населення — 562 особи (2010; 589 у 2002).
Національний склад:
- чуваші — 98 %